# Rogojești
Rogojești [rogoˈʃeʃtʲ] (Ausspracheⓘ; deutsch Rogoschestie, polnisch Rogożestie) ist ein Dorf in der Gemeinde Mihăileni im Kreis Botoșani.

## Geografische Lage
Das Dorf liegt im Nordosten des Kreises, nahe der Grenze zur Ukraine, an der Grenze zum rumänischen Kreis Suceava und in der historischen Region Bukowina. Das Dorf befindet sich am Lacul Rogojești, der vom Fluss Seret durchzogen wird. Die Kreishauptstadt Botoșani ist etwa 40 km südöstlich entfernt.

## Geschichte
Zwischen 1774 und 1918 gehörte Rogojești zur Bukowina, die in dieser Zeit Teil des Habsburgerreiches war. Nach dem Ende des Ersten Weltkriegs und der Vereinigung mit Rumänien wurde die Bukowina rumänisches Staatsgebiet. Das Adelsgeschlecht der von Flondor spielte eine bedeutende Rolle in der Geschichte des Dorfes. Die Familie besaß große Ländereien in Rogojesti und der Umgebung. Theodor von Flondor (1862–1908) lebte nach seiner Rückkehr aus Wien auf dem dortigen Gut der Familie, wo er seine landwirtschaftlichen Studien umsetzte. Durch die kommunistische Verwaltungsreform von 1950 wurde Rogojești, zusammen mit den Dörfern Sinăuții de Jos und Cândești, in die Gemeinde Mihăileni eingegliedert.

## Sehenswürdigkeiten
Ein historisches Gebäude im Dorf ist das Gut der Familie Flondor, in dem sich heutzutage ein Museum befindet.